# Ceurih
Ceurih is een bestuurslaag in het regentschap Banda Aceh van de provincie Atjeh, Indonesië. Ceurih telt 3462 inwoners (volkstelling 2010).